# Mistrzostwa Świata w Narciarstwie Klasycznym 1941
Mistrzostwa Świata w Narciarstwie Klasycznym 1941 miały miejsce w dniach 1–10 lutego 1941 we włoskiej miejscowości Cortina d’Ampezzo.
Pierwotnie mistrzostwa miały być organizowane w 1940 w Norwegii, ale zostały odwołane po zajęciu tego kraju przez III Rzeszę podczas II wojny światowej. Rok później zorganizowane zostały mistrzostwa z udziałem reprezentacji m.in. III Rzeszy, Szwecji, Finlandii, Włoch i Szwajcarii.
Na konferencji w Pau (Francja) w 1946, FIS zadecydowała, że wyniki z mistrzostw w Cortinie d’Ampezzo nie będą wliczane do klasyfikacji ogólnej, gdyż liczba zawodników była zbyt mała.
Podczas mistrzostw w 1941 rozgrywana była też konkurencja pod nazwą bieg patrolowy (obecnie znana jako biathlon). Zwyciężyła drużyna Szwecji (Wilhelm Hjukström, Martin Matsbo, Gösta Andersson oraz Nils Östensson).

## Biegi narciarskie
| Konkurencja        | 1. miejsce                                                                        | 2. miejsce                                                                 | 3. miejsce                                                                           |
| ------------------ | --------------------------------------------------------------------------------- | -------------------------------------------------------------------------- | ------------------------------------------------------------------------------------ |
| 18 km              | Alfred Dahlqvist                                                                  | Jussi Kurikkala                                                            | Lauri Silvennoinen                                                                   |
| 50 km              | Jussi Kurikkala                                                                   | Mauritz Brännström                                                         | Alfred Dahlqvist                                                                     |
| Sztafeta 4 × 10 km | Finlandia Martti Lauronen · Jussi Kurikkala · Lauri Silvennoinen · Eino Olkinuora | Szwecja Carl Pahlin · Donald Johansson · Nils Östensson · Alfred Dahlqvist | Włochy Aristide Compagnoni · Severino Compagnoni · Alberto Jammaron · Giulio Gerardi |

## Kombinacja norweska
Berauer był z Czechosłowacji, Gstrein natomiast z Austrii. Obaj jednak reprezentowali Niemcy, gdyż ich kraje były wtedy okupowane przez Niemcy.
| Konkurencja         | 1. miejsce             | 2. miejsce    | 3. miejsce    |
| ------------------- | ---------------------- | ------------- | ------------- |
| Zawody indywidualne | Gustav 'Gustl' Berauer | Pauli Salonen | Josef Gstrein |

## Skoki narciarskie
| Konkurencja                   | 1. miejsce   | 2. miejsce | 3. miejsce    |
| ----------------------------- | ------------ | ---------- | ------------- |
| Duża skocznia – indywidualnie | Paavo Vierto | Leo Laakso | Sven Selånger |

## Klasyfikacja medalowa
| Pozycja | Państwo    | Złoto | Srebro | Brąz | Razem |
| ------- | ---------- | ----- | ------ | ---- | ----- |
| 1       | Finlandia  | 3     | 3      | 1    | 7     |
| 2       | Szwecja    | 1     | 2      | 2    | 5     |
| 3       | III Rzesza | 1     | 0      | 1    | 2     |
| 4       | Włochy     | 0     | 0      | 1    | 1     |